# Anthony Simcoe
Anthony Simcoe (ur. 7 czerwca 1969 roku w Sydney, Australia) – australijski aktor filmowy i telewizyjny. 
Simcoe jest absolwentem National Institute of Dramatic Arts w Sydney. 
Simcoe zyskał międzynarodową sławę, kiedy został obsadzony w roli Ka D'Argo w Ucieczce w kosmos. Za tę rolę nominowany do nagrody Saturn dla najlepszego aktora drugoplanowego w serialu.
Pojawił się także w kilku innych popularnych serialach telewizyjnych, w tym Zatoka serc, Władca zwierząt. 
W 2008 roku zagrał u boku Jodie Foster i Gerarda Butlera w głośnym filmie Wyspa Nim.

## Filmografia

### Role filmowe
- Niezawodny Wally (1996) jako policjant
- Zamek (1997) jako Steve Kerrigan
- Zbuntowany klon (1998) jako Aede
- Psiara: Skazaniec w obroży (2000) jako Andrew Bell
- BlackJack (2003) jako Allenby
- Marking Time (2003) jako Scott Seaton
- Solo (2006) jako Jim
- Wyspa Nim (2008) jako oficer na statku

### Role w serialach TV
- Zatoka serc (1993) jako Gerry Davis (gościnnie)
- Stingers (1999) jako Phillip Baker (gościnnie)
- Zaginiony świat (2000) jako Dirkon (gościnnie)
- Władca zwierząt (2001) jako Milos (gościnnie)
- Ucieczka w kosmos (2003) jako Ka D'Argo
- Ucieczka w kosmos i wojny rozjemców (2004) jako Ka D'Argo
- The Alice (2005) jako Melvin Knight
- Świat Darwina (2009) jako Richard Owen

## Nagrody i nominacje
- Nominacja - Akademia Science Fiction, Fantasy i Horroru Saturn 2002 – za: najlepszy aktor drugoplanowy w programie telewizyjnym lub serialu, (w serialu Ucieczka w kosmos)[1]